# K-511
K-511은 대한민국 국군의 군용 차량이다. 군용 2.5톤(야전기준, 포장도로에선 4.5톤) 트럭으로, 흔히 육공트럭(미국 AMG사의 모델명칭 M602) 내지는 두돈반(2.5톤)이라고 부르는 대한민국 수송대의 주역 트럭이다.

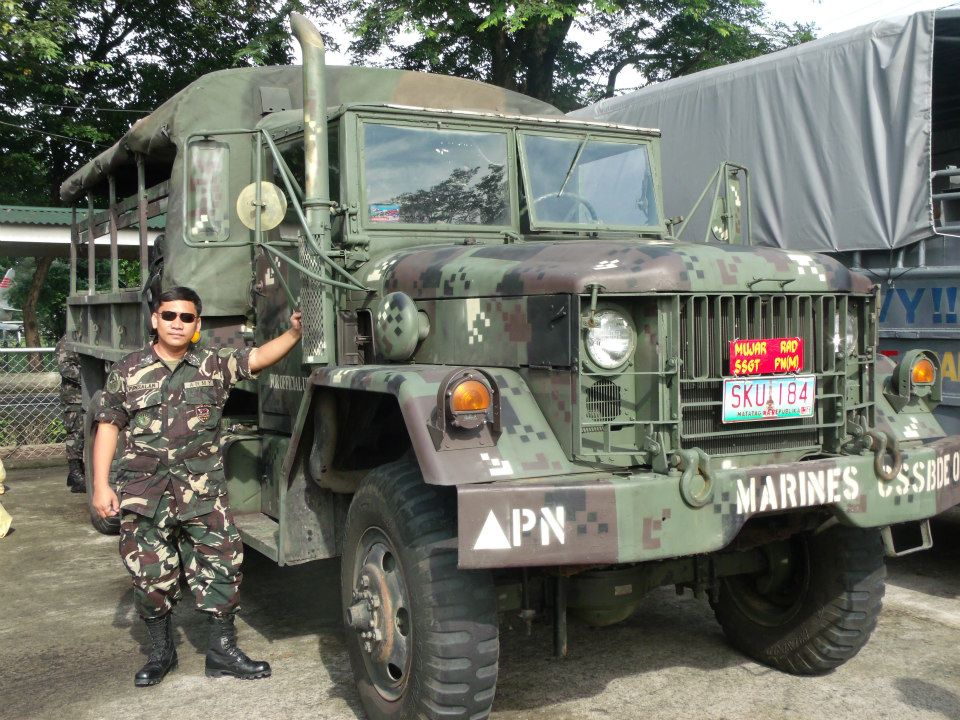
기아 K-511 기본형 2 1/2톤 카고 트럭

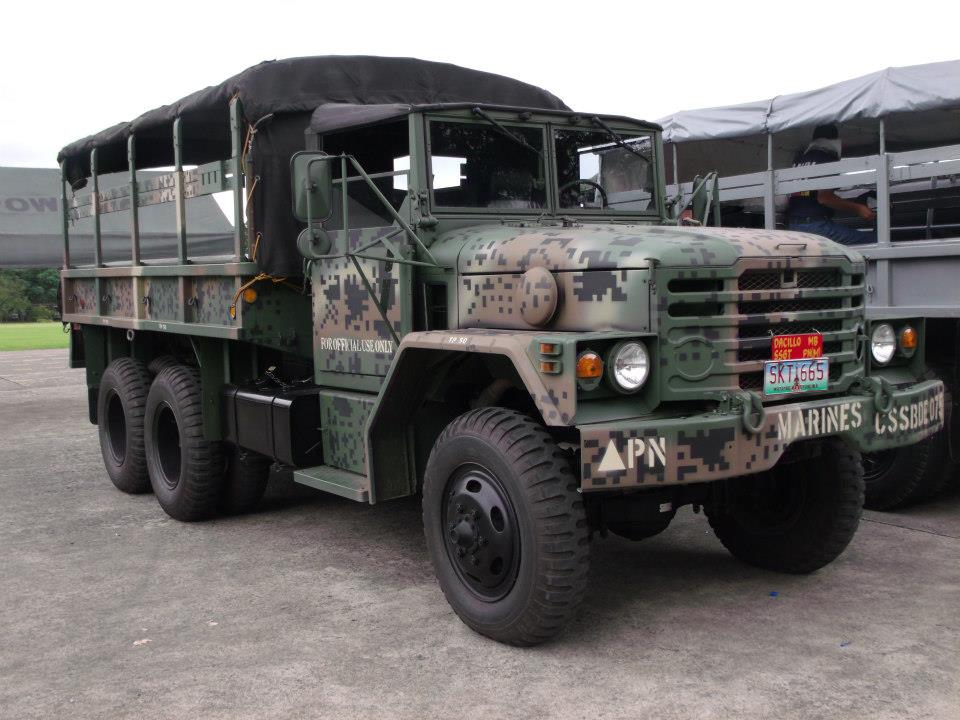
기아 K-511 A1 2 1/2톤 카고 트럭

## 제원 (K-511 기본형)
- 제작사 : (주) 아시아자동차 (현.기아자동차)
- 엔진 : 7,255cc 6기통 수냉식 디젤 엔진 (MAN D0846HM)
- 트랜스미션 : 수동 전진 5단, 후진 1단
- 전원 : 24V
- 속도 : 최대 85km/h
- 항속거리 : 523km
- 최고등판능력 : 60%
- 길이 : 6,712mm
- 폭 : 2,483mm
- 높이 : 2,845mm
- 중량 : 5,790kg
- 탑재량 : 4,536kg
- 연비 : 3.3Km/L
- 연료탱크 : 200L
- 2륜구동이나 상황에 따라 4륜 혹은 6륜전환 가능.